# Lechea mucronata
Lechea mucronata là một loài thực vật có hoa trong họ Nham mân khôi. Loài này được Raf. mô tả khoa học đầu tiên năm 1814.